# سالاد مرغ

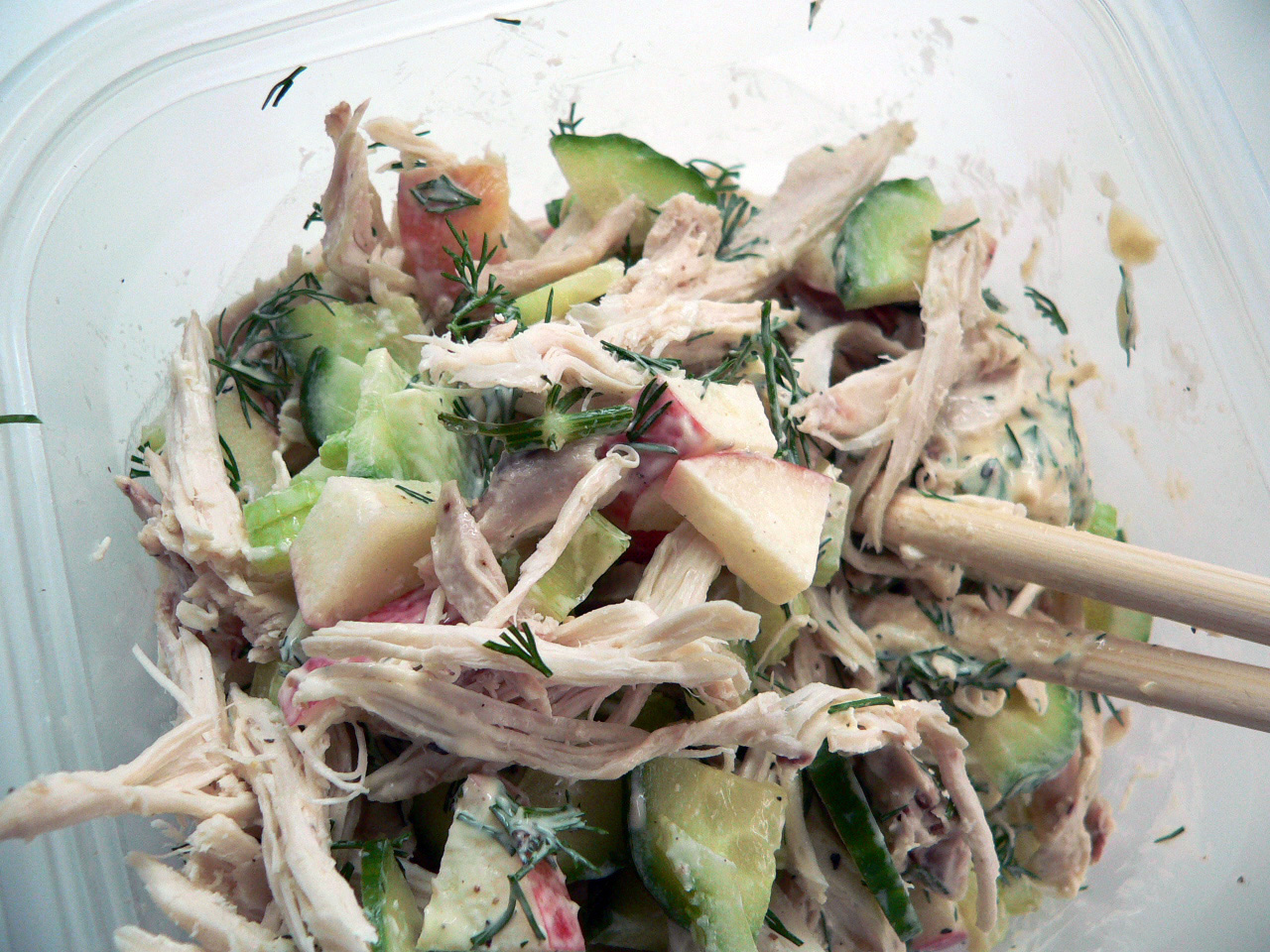
نوعی سالاد مرغ تهیه شده با کرفس، خیار، سیب، شوید تازه و سس مایونز

سالاد مرغ از آن مدل سالادهایی است که ماده اولیه اصلی آن مرغ می‌باشد، دیگر مواد معمول تشکیل دهنده این سالاد شامل تخم مرغ آب‌پز، سس مایونز، کرفس، فلفل، نخود و انواع سس خردل می‌شود.
در آمریکا این سالاد معمولاً به ترکیب مرغ خرد شده و سس مایونز یا سس سالاد اشاره دارد. همانند سالاد تن ماهی و سالاد تخم مرغ، ممکن است این سالاد بر روی کاهو، گوجه فرنگی، آووکادو یا ترکیبی از این مواد سرو شود. همچنین از سالاد مرغ برای مواد پرکننده داخل ساندویچ نیز استفاده می‌شود و معمولاً این سالاد را از باقی ماننده مرغ و مرغ کنسرو شده تهیه می‌کنند.
در اروپا و آسیا ممکن است از برخی سس‌ها برای روی سالاد استفاده شود. همچنین در برخی مناطق جزء اصلی سالاد ممکن است انواع برنج، نودل، کوسکوس، پاستا و انواع سبزیجات باشد.